# Energy Stuttgart
Energy Stuttgart (en français : « NRJ Stuttgart ») est une station au statut juridique régional de Energy Deutschland (NRJ Allemagne). Dans les faits, elle revêt plutôt un caractère local, car destinée aux habitants de la région de Stuttgart.

## Historique

### Identité visuelle (logo)

Logo jusqu'en 2014
Logo à partir de 2014

## Diffusion
Les programmes d'Energy Stuttgart sont faits à Stuttgart. Ils sont destinés aux habitants de la région nord de Stuttgart et de ses alentours. Energy Stuttgart est disponible avec une antenne ou par le réseau câblé.